# RNIL 14
De RNIL 14 is een route nationale d'intérêt local in het Franse departement Seine-Saint-Denis ten westen van Parijs. De weg loopt van de A86 via Saint-Denis en Épinay-sur-Seine naar de grens met Val-d'Oise. In Val-d'Oise loopt de weg als D14 verder naar Pontoise en Rouen.

## Geschiedenis
Oorspronkelijk was de RNIL 14 onderdeel van de N14. In 2006 werd de weg overgedragen aan het departement Seine-Saint-Denis, omdat de weg geen belang meer had voor het doorgaande verkeer. Seine-Saint-Denis weigert echter om de weg een nieuw nummer te geven, waardoor de weg nog steeds als route nationale wordt aangegeven.